# Amina Benabderrahmane
 (septembre 2023).
Si vous disposez d'ouvrages ou d'articles de référence ou si vous connaissez des sites web de qualité traitant du thème abordé ici, merci de compléter l'article en donnant les références utiles à sa vérifiabilité et en les liant à la section « Notes et références ».
Amina Benabderrahmane, née le 24 juin 1991, est une lutteuse algérienne.

## Carrière
Amina Benabderrahmane est médaillée de bronze en moins de 60 kg aux Jeux méditerranéens de plage de 2015 à Pescara. Elle est médaillée d'argent en moins de 60 kg aux Championnats d'Afrique de lutte 2016 à Alexandrie et médaillée de bronze dans la même catégorie aux Championnats d'Afrique de lutte 2017 à Marrakech.

## Impact et rôle en tant que femme dans le sport en Algérie
Amina Benabderrahmane, en tant que lutteuse algérienne médaillée, joue un rôle important dans la représentation des femmes dans le sport en Algérie. 
Bien que les informations sur son parcours personnel et sportif soient limitées, sa présence et ses succès dans le domaine de la lutte contribuent à encourager d'autres femmes algériennes à poursuivre une carrière dans le sport, un domaine traditionnellement dominé par les hommes. 
Son parcours démontre l'importance de la persévérance et du dévouement dans la poursuite de l'excellence sportive, et sert d'inspiration pour les jeunes athlètes algériennes.